# Poliklinika Spera
Poliklinika Spera leži na vogalu Aškerčeve in Prešernove ulice v Mariboru. Je meščanska hiša, v kateri sta med drugo svetovno vojno v letih od 1941 do 1943, okupatorjeva varnostna policija (Gestapo) in varnostna služba, mučili in izrekali smrtne kazni pripadnikom osvobodilnega boja (partizanom).
Danes je v tej zgradbi zasebna klinika različnih specialistov medicine.